# Штоках
Штоках (њем. Stockach) град је у њемачкој савезној држави Баден-Виртемберг. Једно је од 25 општинских средишта округа Констанц. Према процјени из 2010. у граду је живјело 16.621 становника. Посједује регионалну шифру (AGS) 8335079.

## Географски и демографски подаци
Штоках се налази у савезној држави Баден-Виртемберг у округу Констанц. Град се налази на надморској висини од 491 метра. Површина општине износи 69,8 km². У самом граду је, према процјени из 2010. године, живјело 16.621 становника. Просјечна густина становништва износи 238 становника/km².

## Међународна сарадња
| Мјесто | Држава    | Врста сарадње | Од    |
| ------ | --------- | ------------- | ----- |
|        | Француска | партнерство   | 1972. |
| Извор  |           |               |       |